# Триплутонийиндий
Триплутонийиндий — бинарное неорганическое соединение
плутония и индия
с формулой InPu3,
кристаллы.

## Получение
- Сплавление стехиометрических количеств чистых веществ:

{\displaystyle {\mathsf {3Pu+In\ {\xrightarrow {962^{o}C}}\ InPu_{3}}}}

## Физические свойства
Триплутонийиндий образует кристаллы
кубической сингонии,
пространственная группа P m3m,
параметры ячейки a = 0,4705 нм, Z = 1,
структура типа тримедьзолота AuCu3
.
Соединение образуется перитектической реакции при температуре 962°С.
Имеет область гомогенности 72÷77 ат.% плутония.